# Bloedbad van Bande

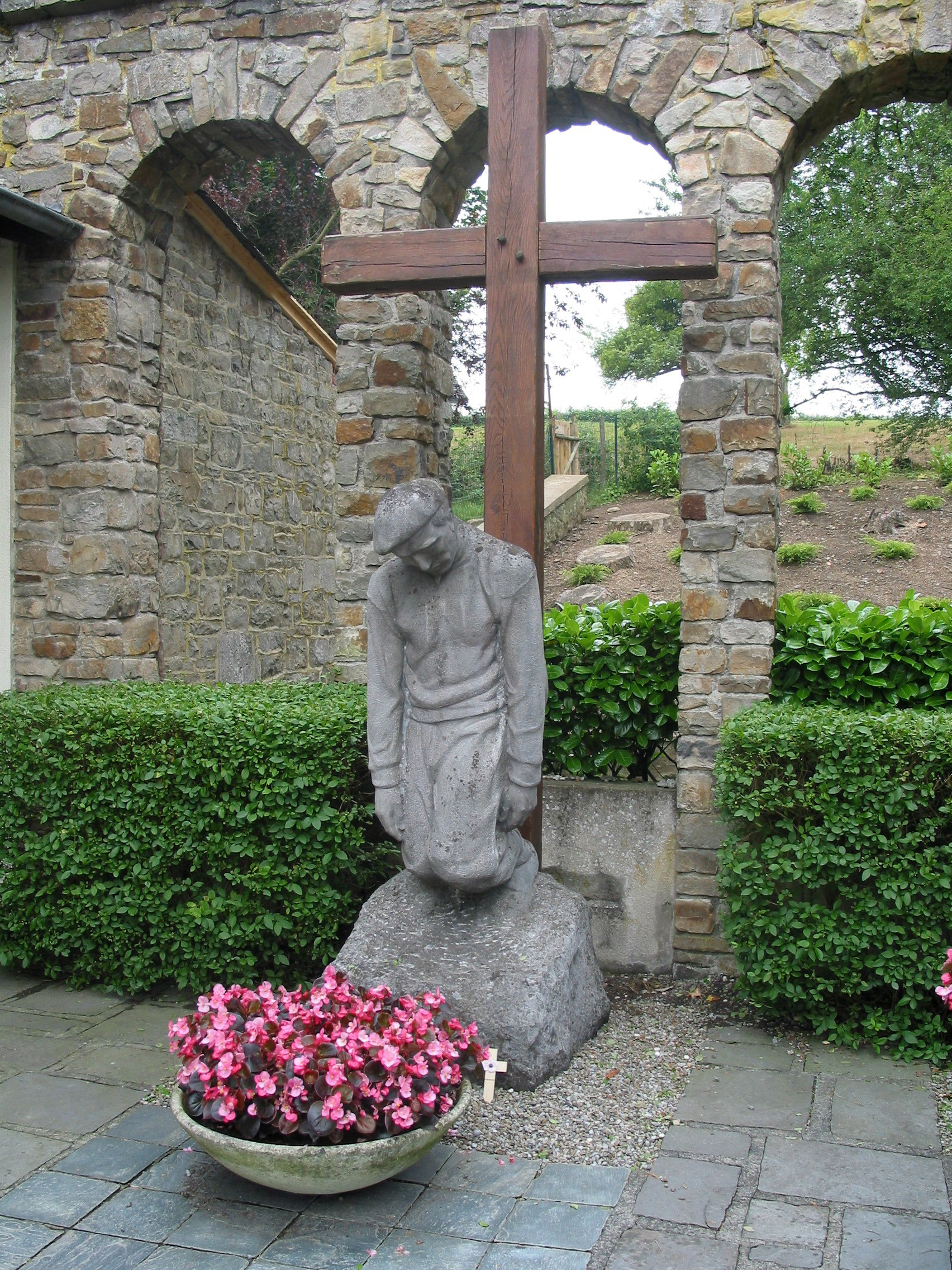
Treurbeeld van Demanet

Het Bloedbad van Bande was een van de oorlogsmisdaden bedreven door de Duitsers tijdens het Ardennenoffensief. Op 24 december 1944 doodden ze in het Belgische dorpje Bande 34 onschuldige jongemannen met een nekschot.

## Context
In 1944 voerde het verzet verschillende acties uit in Bande en staken bewoners al vóór de daadwerkelijke Bevrijding de Belgische vlag uit. Op 5 september viel het Geheim Leger een Duitse motorfiets met zijspan aan en doodde drie soldaten. Als reactie verwoestten SS'ers 35 huizen aan beide kanten van de N4 met brandgranaten, alvorens het dorp op 8 september te verlaten.

## Verloop
Tijdens het Ardennenoffensief kregen de Duitsers Bande op 22 december weer in handen. De Duitse troepen werden gevolgd door een speciale eenheid van zo'n 25 personen met uniformen van de Sicherheitsdienst. Wat de dorpelingen niet wisten, was dat deze eenheid opdracht had een bloedbad aan te richten. Die zondag - het was Kerstavond - dreven ze 70 mannen bijeen naar een afgelegen zaagmolen, waar ze werden ondervraagd over de verzetsdaad van enkele maanden eerder. Uit deze groep werden 33 jongemannen geselecteerd, die in het donker naar het uitgebrande Café de la Poste langs de N4 werden gebracht. Ze werden in twee rijen opgesteld langs de weg en dienden een voor een het huis binnen te gaan om van kortbij te worden doodgeschoten. Toen het de beurt was aan Léon Praile, sloeg hij zijn bewaker en kon hij zich uit de voeten maken in de besneeuwde bossen. De volgende dag vermoordde de eenheid op dezelfde plek nog twee onschuldigen uit Roy.
Bande werd op 10 januari 1945 opgegeven door de Duitsers en de volgende dag voor de tweede keer bevrijd. De eersten die aankwamen vanuit Bure waren een groepje paracommando's (Britten van het 9th Battalion Parachute Regiment en Belgen van de SAS). Ze kregen de met planken afgedekte kelder met de gedumpte slachtoffers te zien. Tot hun afgrijzen ontdekten ze de bevroren lijken die met een kogel in de nek of in het hoofd waren afgemaakt. De jongste was 17 jaar en de oudste 32. Terwijl ze verder trokken om hun opdrachten uit te voeren, arriveerde het 1st Canadian Parachute Battalion. Legerfotografen legden de gruwelijkheden vast en de ongelukkigen kregen een behoorlijke begrafenis.

## Vervolging
Na de oorlog bleek dat de daders behoorden tot een speciale eenheid van de Sicherheitsdienst, die door Heinrich Himmler was belast met welomschreven represailles. Het eerste bloedbad was vergelding voor de drie vermoorde Duitsers en de twee daaropvolgende doden voor een verzetsmoord op een collaborateur. Doordat duidelijk was gehoord dat er ook Franstaligen tot de eenheid behoorden, konden de feiten in verband worden gebracht met andere oorlogsmisdaden gepleegd in Givry en Noville. De schuldigen zijn echter niet gevonden. De enige dader die na de oorlog kon worden geïdentificeerd, was de Zwitser Ernst Haldiman. Hij bekende zijn aandeel en werd in 1948 door een Zwitserse rechtbank veroordeeld tot 20 jaar cel. In 1960 kwam hij voorwaardelijk vrij.

## Monument
In 1948 is op de plek van de misdaad langs de N4 een monument opgericht voor de slachtoffers. Hun namen en foto's zijn er aangebracht en er staat een beeldhouwwerk van Victor Demanet.

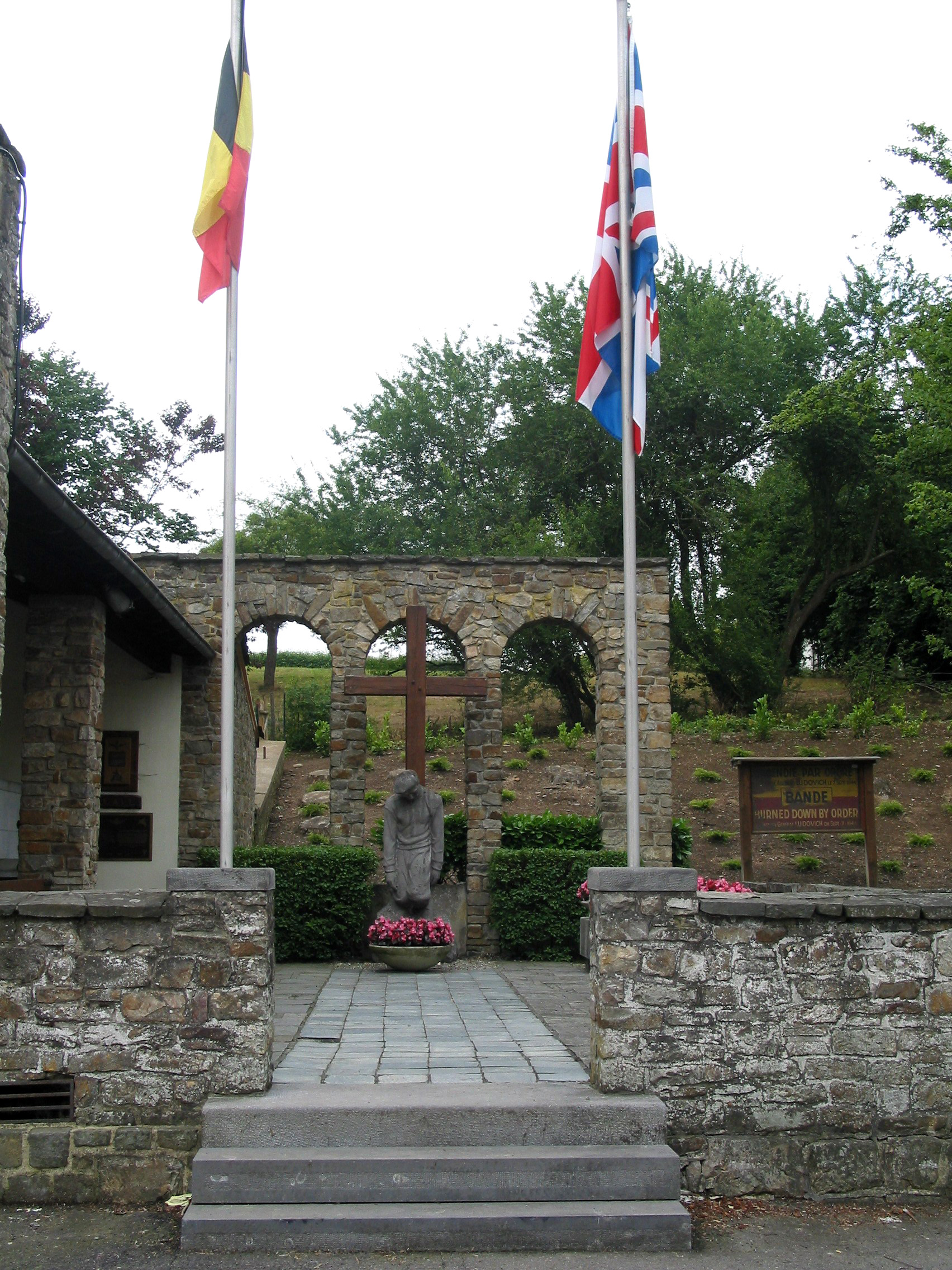
Het monument
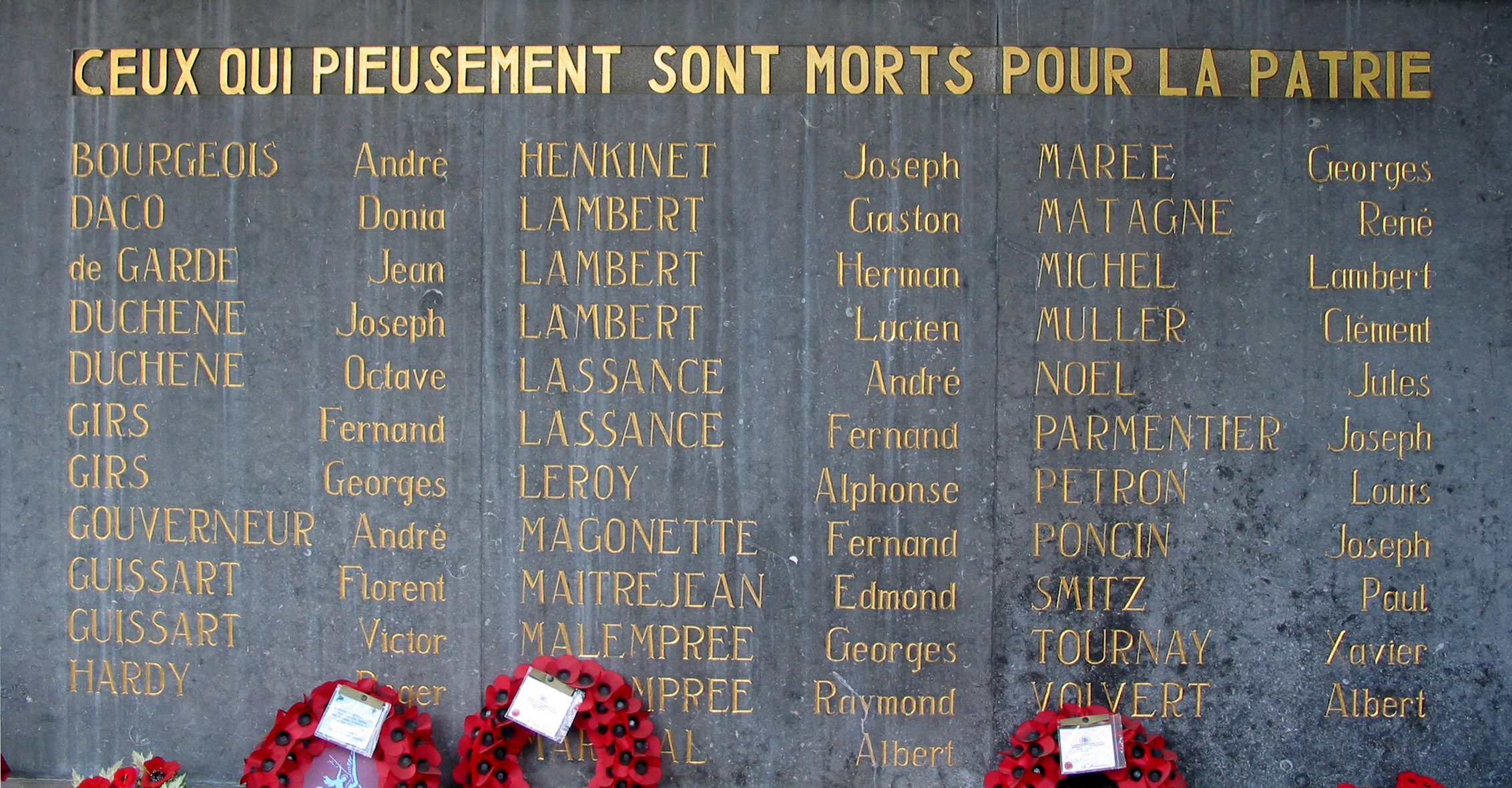
De namen van de slachtoffers
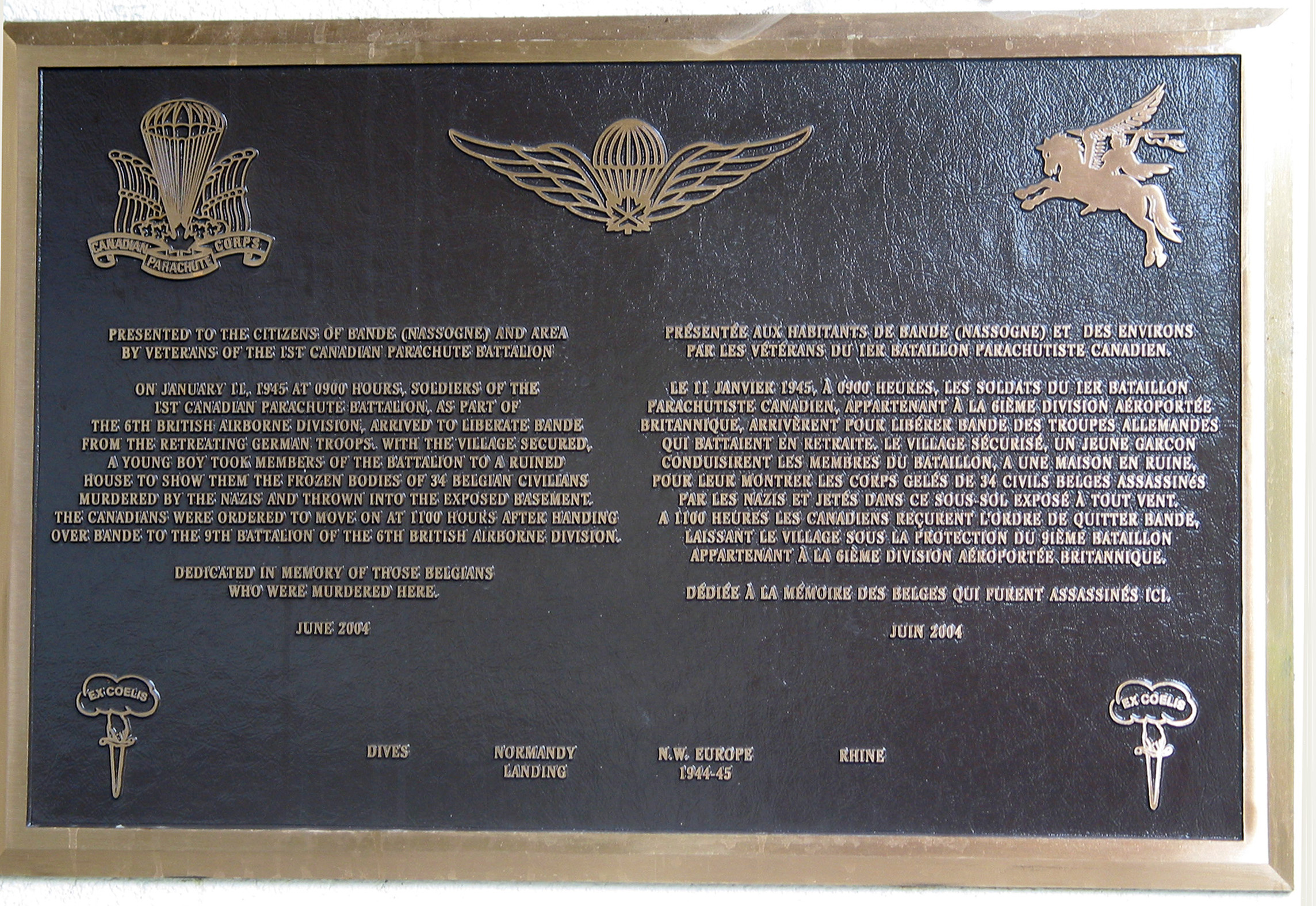
Canadese gedenkplaat